# Statistiche e record dell'Unione Sportiva Alessandria Calcio 1912

## Statistiche e record

### Partecipazione ai campionati
In 100 stagioni sportive a partire dall'incardinamento nel sistema della FIGC nel 1912 con un primo torneo di Promozione, l'Alessandria ha partecipato a 96 campionati nazionali. Tra il 1913 e il 1929 prese parte ad un campionato di Prima Categoria Regionale, tre di Prima Categoria Nazionale, cinque di Prima Divisione e tre di Divisione Nazionale. Si aggiungono due campionati regionali di Eccellenza, uno dei quali disputato dalla Nuova Alessandria 1912.
| Livello | Categoria             | Partecipazioni | Debutto   | Ultima stagione | Totale |
| ------- | --------------------- | -------------- | --------- | --------------- | ------ |
| 1º      | Prima Categoria       | 4              | 1914-1915 | 1920-1921       | 24     |
| 1º      | Prima Divisione       | 4              | 1921-1922 | 1925-1926       | 24     |
| 1º      | Divisione Nazionale   | 3              | 1926-1927 | 1928-1929       | 24     |
| 1º      | Serie A               | 13             | 1929-1930 | 1959-1960       | 24     |
| 2º      | Serie B-C Alta Italia | 1              | 1945-1946 | 1945-1946       | 21     |
| 2º      | Serie B               | 20             | 1937-1938 | 2021-2022       | 21     |
| 3º      | Serie C               | 15             | 1950-1951 | 2023-2024       | 32     |
| 3º      | Serie C1              | 14             | 1978-1979 | 2010-2011       | 32     |
| 3º      | Lega Pro              | 3              | 2014-2015 | 2016-2017       | 32     |
| 4º      | Serie C2              | 17             | 1980-1981 | 2013-2014       | 17     |
| 5º      | Serie D               | 3              | 2005-2006 | 2007-2008       | 3      |

Partecipazione ai campionati regionali
| Livello | Categoria       | Partecipazioni | Debutto   | Ultima stagione | Totale |
| ------- | --------------- | -------------- | --------- | --------------- | ------ |
| 1º      | Prima Categoria | 1              | 1913-1914 | 1913-1914       | 5      |
| 1º      | Promozione      | 2              | 1912-1913 | 2024-2025       | 5      |
| 1º      | Eccellenza      | 2              | 2003-2004 | 2004-2005       | 5      |

### Partecipazione alle coppe
| Competizione                    | Partecipazioni | Debutto   | Ultima stagione | Totale |
| ------------------------------- | -------------- | --------- | --------------- | ------ |
| Coppa Italia                    | 27             | 1935-1936 | 2018-2019       | 27     |
| Coppa Italia Semiprofessionisti | 7              | 1973-1974 | 1980-1981       | 39     |
| Coppa Italia Serie C            | 23             | 1981-1982 | 2018-2019       | 39     |
| Coppa Italia Lega Pro           | 9              | 2008-2009 | 2016-2017       | 39     |
| Coppa Italia Serie D            | 3              | 2005-2006 | 2007-2008       | 2      |
| Scudetto Dilettanti             | 1              | 2007-2008 | 2007-2008       | 1      |

### Statistiche di squadra
L'Alessandria detiene alcuni primati a livello nazionale; è la prima squadra ad aver vinto la Coppa CONI e la Coppa Italia Semiprofessionisti di Serie C. Il club vanta la 33ª tradizione sportiva fra i 65 che hanno giocato in A.
La vittoria per 17-2 ottenuta nel primo turno della Coppa Italia 1926-1927 contro l'AC Bologna è la più larga affermazione nella competizione (assieme a Cento-Juventus 0-15 della stessa edizione e Cittadella-Potenza 15-0 del 2015), oltre ad essere la gara nella quale si sono segnate più reti complessive. Nell'edizione 2015-2016 ha raggiunto le semifinali, diventando la seconda formazione militante in terza serie a raggiungere una fase così avanzata della competizione dopo il precedente del Bari 1983-1984.
Per quanto riguarda il massimo campionato, va ricordato che lo 0-10 subito dal Torino nel 1948 è la sconfitta più larga verificatasi in tutti i campionati a girone unico. Altri record negativi, limitati ai tornei a 16 squadre, sono detenuti dall'Alessandria 1936-1937, che ottenne solamente due pareggi complessivi e che perse 20 gare su 30.
| In Serie A - Miglior vittoria casalinga Alessandria-Legnano 5-0 (1930-1931) Alessandria-Modena 5-0 (1931-1932) Alessandria-Pro Patria 6-1 (1931-1932) Alessandria-Brescia 5-0 (1935-1936) Alessandria-Milan 6-1 (1935-1936) Alessandria-Napoli 5-0 (1946-1947) Alessandria-Triestina 5-0 (1946-1947) - Miglior vittoria esterna Triestina-Alessandria 1-4 (1931-1932) Torino-Alessandria 0-3 (1934-1935) Brescia-Alessandria 0-3 (1946-1947) Vicenza-Alessandria 0-3 (1947-1948) - Peggior sconfitta casalinga Alessandria-Bologna 1-6 (1930-1931) Alessandria-Roma 1-6 (1934-1935) - Peggior sconfitta esterna Torino-Alessandria 10-0 (1947-1948) - Pareggio casalingo con più gol Alessandria-Torino 3-3 (1929-1930) Alessandria-Bologna 3-3 (1931-1932) Alessandria-Fiorentina 3-3 (1959-1960) - Pareggio esterno con più gol Milan-Alessandria 3-3 (1932-1933) Bologna-Alessandria 3-3 (1934-1935) | In Serie B - Miglior vittoria casalinga Alessandria-Taranto 9-0 (1948-1949) - Miglior vittoria esterna Macerata-Alessandria 0-5 (1940-1941) - Peggior sconfitta casalinga Alessandria-Sanremese 1-5 (1939-1940) - Peggior sconfitta esterna Fanfulla-Alessandria 6-0 (1941-42) - Pareggio casalingo con più gol Alessandria-Pisa 3-3 (1940-1941) Alessandria-Como 3-3 (1956-1957) - Pareggio esterno con più gol Foggia-Alessandria 3-3 (1974-1975) |

## Statistiche individuali

### Lista dei capitani
| Calciatore          | Ruolo | Stagioni al club                 | Stagioni da capitano | Presenze | Reti |
| ------------------- | ----- | -------------------------------- | -------------------- | -------- | ---- |
| …                   |       |                                  |                      |          |      |
| Pietro Rava         | D     | 1946-1947                        | 1946-1947 (1)        | 36       | 5    |
| Aristide Coscia     | C     | 1936-1938 e 1946-1948            | 1947-1948 (1)        | 114      | 25   |
| Mario Pietruzzi     | C/A   | 1938-1953                        | 1948-1953 (5)        | 283      | 24   |
| Luigi Vitto         | C     | 1938-1946 e 1949-1954            | 1953-1954 (1)        | 245      | 3    |
| Luigi Bussetti      | D     | 1942-1943 e 1948-1956            | 1954-1956 (2)        | 155      | 3    |
| Franco Pedroni      | D     | 1956-1960                        | 1956-1960 (4)        | 109      | 0    |
| Giovanni Giacomazzi | D     | 1957-1964                        | 1960-1964 (4)        | 169      | 2    |
| Alessandro Vitali   | C     | 1955-1958 e 1960-1965            | 1964-1965 (1)        | 202      | 35   |
| Carlo Tagnin        | C     | 1952-1953, 1957-1958 e 1965-1966 | 1965-1966 (1)        | 88       | 13   |
| Francisco Lojacono  | C     | 1965-1969                        | 1966-1969 (3)        | 95       | 33   |
| Lorenzo Piacentini  | D     | 1968-1970                        | 1969-1970 (1)        | 60       | 1    |
| Santino Ciceri      | P     | 1970-1973                        | 1970-1972 (2)        | 60       | 0    |
| Massimo Berta       | C     | 1966-1971 e 1972-1973            | 1972-1973 (1)        | 156      | 6    |
| Valeriano Barbiero  | D     | 1973-1975                        | 1973-1975 (2)        | 68       | 0    |
| Antonio Colombo     | D     | 1968-1983                        | 1975-1983 (8)        | 407      | 5    |
| Pier Paolo Scarrone | C     | 1982-1985                        | 1983-1985 (2)        | 83       | 10   |
| Luigi Manueli       | C     | 1969-1975 e 1983-1987            | 1985-1987 (2)        | 191      | 26   |
| Franco Marescalco   | A     | 1984-1985 e 1987-1988            | 1987-1988 (2)        | 77       | 36   |
| Mirco Brilli        | D     | 1988-1989                        | 1988-1989 (1)        | 31       | 0    |
| Maurizio Manetti    | D     | 1988-1990                        | 1989-1990 (1)        | 52       | 0    |
| Dino Galparoli      | D     | 1990-1992                        | 1990-1992 (2)        | 68       | 0    |
| Antonio Sabato      | C     | 1991-1994                        | 1992-1994 (2)        | 79       | 0    |
| Andrea Zanuttig     | D     | 1990-1995                        | 1994-1995 (1)        | 153      | 11   |
| Massimo Mariotto    | C     | 1995-1997                        | 1995-1997 (2)        | 61       | 0    |
| Salvatore Avallone  | C     | 1992-1997                        | 1997 (1)             | 138      | 1    |
| Maurizio Lizzani    | D     | 1995-2000                        | 1997-2000 (3)        | 122      | 4    |
| Cristiano Scazzola  | C     | 1999-2001                        | 2000-2001 (1)        | 55       | 15   |
| Patrick Moro        | D     | 1999-2002                        | 2001-2002 (1)        | 71       | 1    |
| Sergio Porrini      | D     | 2001-2002                        | 2002 (1)             | 34       | 0    |
| Antonio Minadeo     | D     | 2002-2003                        | 2002-2003 (1)        | 29       | 4    |
| Daniele Giulietti   | D     | 2004-2005                        | 2004-2005 (1)        | 28       | 11   |
| Roberto Gemmi       | C     | 2005-2006                        | 2005-2006 (1)        | 31       | 0    |
| Alessandro Manetti  | C     | 2005-2007                        | 2006-2007 (1)        | 27       | 1    |
| Giuseppe Zappella   | D     | 2007-2009                        | 2007-2009 (2)        | 47       | 1    |
| Fabio Artico        | A     | 2007-2012                        | 2009-2012 (3)        | 144      | 58   |
| Vincenzo Cammaroto  | D     | 2007-2014                        | 2012-2013 (1)        | 220      | 4    |
| Francesco Ferrini   | C     | 2013-2014                        | 2013 (1)             | 11       | 1    |
| Gabriele Cavalli    | C     | 2013-2015                        | 2014 (1)             | 46       | 7    |
| Riccardo Taddei     | A     | 2013-2015                        | 2014-2015 (1)        | 43       | 8    |
| Santiago Morero     | D     | 2015-2016                        | 2015-2016 (1)        | 36       | 2    |
| Cristian Sosa       | D     | 2014-2017                        | 2016-2017 (1)        | 96       | 3    |
| Riccardo Cazzola    | C     | 2016-2018                        | 2017-2018 (1)        | 47       | 4    |
| Alessandro Gazzi    | C     | 2017-2021                        | 2018-2021 (3)        | 95       | 0    |
| Giuseppe Prestia    | D     | 2018-2022                        | 2021-2022 (1)        | 121      | 3    |
| Simone Sini         | D     | 2021-2023                        | 2022-2023 (1)        | 46       | 0    |
| Simone Ciancio      | D     | 2008-2012 e 2023-2024            | 2023-2024 (1)        | 125      | 6    |
| Danny Magnè         | D     | 2024-2025                        | 2024-2025 (1)        | 25       | 1    |

Dati aggiornati al 9 giugno 2025.

### Record di presenze
| Totale - 465 Antonio Colombo (1968-1983) - 318 Renato Cattaneo (1922-1935, 1938-1939) - 273 Edoardo Avalle (1923-1934) 273 Mario Pietruzzi (1938-1943, 1945-1953) - 244 Marcello Di Brino (1971-1978) 244 Luigi Vitto (1938-1944, 1945-1946, 1949-1954) - 238 Giuseppe Gandini (1921-1932) - 237 Vincenzo Cammaroto (2007-2014) - 232 Armando Lauro (1921-1931) - 231 Luigi Manueli (1969-1975, 1982-1987)                                         | Campionato - 407 Antonio Colombo (1968-1983) - 306 Renato Cattaneo (1922-1935, 1938-1939) - 267 Mario Pietruzzi (1938-1943, 1945-1953) - 263 Edoardo Avalle (1923-1934) - 236 Luigi Vitto (1938-1944, 1945-1946, 1949-1954) - 225 Giuseppe Gandini (1921-1932) - 220 Vincenzo Cammaroto (2007-2014) 220 Armando Lauro (1921-1931) - 210 Giovanni Bigando (1936-1944) - 207 Giancarlo Migliavacca (1959-1966)                               |
| Coppe nazionali - 58 Antonio Colombo (1972-1983) - 41 Luigi Manueli (1972-1975, 1982-1987) - 39 Marcello Di Brino (1972-1978) - 29 Roberto Briata (1982-1987, 1988-1992) - 26 Arrigo Dolso (1972-1976) 26 Maurizio Ferrarese (1985-1987, 1996-1999) - 24 Flavio Pozzani (1972-1975) 24 Massimiliano Scaglia (1995-2002) - 23 Maurizio Lizzani (1995-2000) 23 Andrea Zanuttig (1990-1995)                                                           | Serie A - 187 Michele Borelli (1929-1936) - 181 Renato Cattaneo (1929-1935) - 152 Edoardo Avalle (1929-1934) - 151 Oreste Barale (1931-1937) - 146 Umberto Lombardo (1931-1937) - 130 Giuseppe Fenoglio (1930-1935) - 120 Alfredo Notti (1931-1936) - 113 Vittorio Mosele (1931-1935) - 104 Giovanni Riccardi (1930-1936) - 99 Libero Marchina (1929-1934)                                                                                 |
| Serie B - 184 Giovanni Bigando (1937-1943) - 175 Giancarlo Migliavacca (1960-1966) 175 Alessandro Vitali (1955-1957, 1960-1965) - 173 Rocco Melideo (1960-1966) - 148 Natale Nobili (1962-1966) - 147 Tullio Oldani (1960-1967) - 138 Antonio Soncini (1960-1966) - 135 Arrigo Fibbi (1938-1943) - 130 Ferruccio Ghidini (1937-1943) - 127 Mario Pietruzzi (1938-1943, 1948-1950)                                                                  | Serie C/C1/LP1D/LP - 352 Antonio Colombo (1968-1974, 1975-1980, 1981-1982) - 167 Marcello Di Brino (1971-1974, 1975-1978) - 165 Massimo Berta (1967-1971, 1972-1973) - 138 Salvatore Avallone (1992-1997) - 120 Andrea Zanuttig (1991-1995) - 119 Paolo Toccafondi (1994-1997, 1997-1998) - 110 Giuseppe Lorenzetti (1970-1973) 110 Enrico Piccotti (1977-1980, 1981-1982) - 105 Sergio De Luca (1968-1972) 105 Giulio Savoini (1950-1953) |
| Serie C2/LP2D - 127 Vincenzo Cammaroto (1968-1974, 1975-1980, 1981-1982) - 124 Giancarlo Camolese (1982-1986) 124 Roberto Briata (1982-1987, 1988-1989, 1990-1991) - 115 Angelo Gregucci (1982-1986) - 112 Andrea Servili (2008-2009, 2011-2014) - 102 Massimiliano Scaglia (1998-2000, 2001-2002) - 94 Eugenio Sgarbossa (1983-1986) - 89 Luigi Manueli (1983-1987) - 88 Sandro Beccari (1983-1987) - 76 Franco Marescalco (1984-1985, 1987-1988) | |

### Record di marcature
| Campionato - 160 Renato Cattaneo (1922-1935, 1938-1939) - 97 Elvio Banchero (1921-1924, 1925-1929, 1936-1937) - 71 Adolfo Baloncieri (1919-1925, 1943-1944) - 70 Giovanni Ferrari (1923-1925, 1926-1930) - 62 Fabio Artico (2007-2012) - 41 Luciano Robotti (1935-1941) 41 Carlo Stradella (1941-1943, 1944-1948) - 40 Libero Marchina (1925-1934) 40 Franco Marescalco (1984-1985, 1987-1988) 40 Alfredo Notti (1931-1936) | Campionato - 143 Renato Cattaneo (1922-1935, 1938-1939) - 80 Elvio Banchero (1921-1924, 1925-1929, 1936-1937) - 71 Adolfo Baloncieri (1919-1925, 1943-1944) - 60 Giovanni Ferrari (1923-1925, 1926-1930) - 58 Fabio Artico (2007-2012) - 41 Carlo Stradella (1941-1943, 1944-1948) - 40 Luciano Robotti (1935-1941) - 39 Mario Foglia (1939-1943, 1944) 39 Libero Marchina (1925-1934) 39 Alfredo Notti (1931-1936) |
| Coppe nazionali - 17 Elvio Banchero (1926-1927, 1936-1937) 17 Renato Cattaneo (1926-1927, 1938-1939) - 10 Giovanni Ferrari (1926-1927) - 8 Luigi Manueli (1972-1975, 1982-1987) - 7 Daniele Buelli (2007-2009) 7 Emilio Frigerio (1975-1977) 7 Marco Martini (2010-2012, 2012) 7 Michele Marullo (1975-1977) 7 Ezio Musa (1972-1973) - 6 Francesco Fiori (1989-1992) 6 Giuseppe Lorenzetti (1972-1973)                      | Serie A - 68 Renato Cattaneo (1929-1935) - 39 Alfredo Notti (1931-1936) - 28 Giovanni Riccardi (1930-1936) - 27 Libero Marchina (1929-1934) 27 Cinzio Scagliotti (1929-1943) - 21 Carlo Stradella (1946-1948) - 17 Edoardo Avalle (1929-1934) 17 Giovanni Ferrari (1929-1930) 17 Riza Lushta (1946-1948) 19 Juan Carlos Tacchi (1958-1960)                                                                          |
| Serie B - 38 Mario Foglia (1939-1943) - 35 Alessandro Vitali (1955-1957, 1960-1965) - 31 Luciano Robotti (1937-1941) - 26 Giovanni Fanello (1960-1961) 26 Arrigo Fibbi (1938-1943) 26 Luigi Soffrido (1948-1950) - 22 Renato Ghezzi (1938-1941) 22 Tullio Oldani (1960-1967) - 21 Lorenzo Bettini (1963-1966) - 20 Renzo Cappellaro (1961-1962) 20 Enrico Cerutti (1939-1941)                                               | Serie C/C1/LP1D/LP - 35 Giulio Savoini (1950-1953) - 34 Riccardo Bocalon (2015-2017) - 32 Pablo Andrés González (2016-2018) - 24 Francisco Lojacono (1967-1969) - 21 Giuseppe Lorenzetti (1970-1973) - 20 Fabio Artico (2009-2011) - 20 Gianni Sassaroli (1970-1972) 20 Gianfranco Serioli (1992-1994) - 19 Michele Marullo (1975-1977) - 18 Franco Vanzini (1970-1974)                                             |
| Serie C2/LP2D - 35 Franco Marescalco (1984-1985, 1987-1988) - 22 Paolo Zirafa (2001-2002) - 18 Jacopo Fanucchi (2011-2013) - 17 Fabio Artico (2008-2009, 2011-2012) - 15 Angelo Montrone (1988-1989, 1998-2000) 15 Giancarlo Romairone (1998-2000) - 14 Daniele Degano (2011-2012, 2012-2013) 14 Giulio Spader (2001-2003) - 13 Enzo Mocellin (1985-1987) - 12 Giancarlo Marchetti (1984-1986)                              | |

### Record di panchine
- 158  Carlo Carcano (1919-1920, 1922-1923, 1926-1930)
- 111  Dino Ballacci (1973-1974, 1980-1982, 1988)
- 109  Luciano Robotti[12] (1955, 1955, 1957-1960)
- 102  Giacomo Neri (1951-1954)
- 93  Mario Pietruzzi (1967-1969, 1972, 1974)
- 84  Albert Flatley (1948-1950)
- 78  Mario Sperone (1945-1946, 1955-1957)
- 76  Sergio Manente (1969-1971)
- 71  Rudolf Soutschek (1935-1936, 1937-1938)
- 70  Giuseppe Sabadini (1990-1991, 1992)

| Serie A - 102 Franco Pedroni e Luciano Robotti (1957-1960) - 68 Lajos Kovács (1946-1949) - 52 Karl Stürmer (1931-1932, 1936) - 39 Rudolf Soutschek (1935-1936) - 34 Carlo Carcano (1929-1930) 34 Franz Hänsel (1933-1934) 34 Béla Révész (1930-1931) - 22 Heinrich Bachmann (1932-1933) - 17 Elvio Banchero (1937) - 16 Otto Krappan (1934-1935)                                  | Serie B - 84 Albert Flatley (1948-1950) - 68 Pietro Rava (1961-1963) - 56 Mario Sperone (1955-1957) - 44 Otto Krappan (1940-1941) - 38 Camillo Achilli (1960-1961) - 36 Renato Cattaneo (1938-1939) - 34 Giacomo Neri (1953-1954) 34 Pasquale Parodi (1941-1942) - 32 Adolfo Baloncieri (1942-1943) - 32 Rudolf Soutschek (1937-1938)                         |
| Serie C/C1/LP/LP1D - 93 Mario Pietruzzi (1967-1969, 1972, 1974) - 76 Sergio Manente (1969-1971) - 68 Giacomo Neri (1951-1953) - 67 Dino Ballacci (1973-1974, 1981-1982) - 56 Enzo Ferrari (1995-1997) - 38 Tony Cargnelli (1950-1951) 38 Luca D'Angelo (2014-2015) 38 Giuseppe Marchioro (1972-1973) 38 Ferruccio Mazzola (1992-1993) 38 Mario Trebbi & Franco Viviani(1976-1977) | Serie C2/LP2D - 68 Claudio Maselli (1998-2000) - 57 Carlo Tagnin (1984-1986) - 44 Dino Ballacci (1980-1981, 1988) - 43 Amilcare Ferretti (1983, 1986-1987) - 34 Renzo Melani (1988-1989) 34 Giuseppe Sabadini (1990-1991) - 32 Giuliano Sonzogni (2011-2012) - 30 Oscar Piantoni (2001-2002) - 27 Giovanni Cusatis (2012-2013) 27 Egidio Notaristefano (2013) |